# Араухо, Сесар Кальво де
Сесар Кальво де Араухо (исп. César Calvo de Araújo; 7 июня 1910, Юримагуас, регион Лорето, Перу — 21 октября 1970, Лима) — перуанский художник и писатель
. Один из пионеров пластического искусства перуанской Амазонии.

## Биография
Сын перуанца и португалки. Рисовать начал с раннего возраста. С 1930 года брал уроки рисования и живописи у художника из Лорето Тито Пинедо Лазо.
Стал самостоятельным художником. В 1935 году недолго учился в Школе изящных искусств в Лиме, но бросил учёбу через несколько месяцев, потому что не соглашался с господствовавшим там принципам обучения, отмеченным не пониманием представления об Амазонке и её обитателях.
Выставлялся с группой художников Los Independientes, которая, как и он, выступала против господствовавшей в то время местной живописи. Жил и творил, чередуя пребывание в перуанской столице Лиме и других странах. Часто проводил выставки в Лиме, всегда на темы джунглей. Искал подход к традициям, обычаям, диалектам, быту и работе амазонских жителей, которые он хотел увековечить на своих полотнах.
Отправился на Амазонку, где совершенствовал свой живописный талант и технику рисования. Стал видным художником-портретистом, его цветовая палитра начала наполняться яркими зелёными, красными, синими и интенсивными жёлтыми цветами, типичными для джунглей. Цвета полотен художника могут показаться чуждыми, странными, но они реалистичны: так сама природа Амазонки.
Живопись Сесара Кальво де Араухо относится к нарративному и фигуративному реализму. Он брал свои сцены из жизни джунглей или портовой жизни на Амазонке. Художника интересовала не только чувственность пейзажей джунглей: но и их народ, его исконные обитатели, и поэтому он изображал их обычаи и их красоту.

## Литературное творчество
Его самая известная книга — «Paiche», описанная им самим в предисловии как социалистический роман, написанный на смеси испанского и амазонского диалекта испанского языка.
Умер в результате онкологического заболевания.